# Idée d'apache
Idée d'apache je francouzský němý film z roku 1907. Režisérem je Lucien Nonguet (1869–1955). Film měl premiéru 20. dubna 1907.

## Děj
Film zachycuje dva muže, jak dvakrát okradou buržoazního gentlemana.